# MDO
MDO - Multidisciplinary Design Optimization là một lĩnh vực của ngành khoa học kỹ thuật, nó dùng các thuật toán tối ưu để giải quyết các bài toán thiết kế. Thông thường ta bắt gặp những vấn đề thiết kế rất lớn trong đó có những hệ thống con (subsystem hoặc disciplinary) cũng cần được thiết kế tối ưu cho từng hệ thống con đó sau đó thì quay trở lại thiết kế lại cho cả hệ thống ---> Gọi là MDO.
MDO được áp dụng rộng rãi trong lĩnh vực Hàng không - Không gian.